# The Stranger (album)
The Stranger is een album van Billy Joel uit 1977.
Het was de eerste samenwerking met Phil Ramone, met wie Joel uiteindelijk vijf albums zou maken.
Het voorgaande album, Turnstiles, was geen commercieel succes en de platenmaatschappij had Joel nog een kans gegeven. The Stranger werd wel een internationaal commercieel succes. Het behaalde de tweede plek in de Billboard 200. Het is het eerste studioalbum van Joel dat de Nederlandse hitlijst wist te halen. Vier singles van het album, Just the Way You Are, Movin' Out (Anthony's Song), Only the Good Die Young en She's Always a Woman, haalden in de VS de top 25. Laatstgenoemde single bereikte de 12e plek in de Nederlandse Top 40 en plek 28 in de Ultratop 50. Twee andere nummers van het album, Vienna en Scenes from an Italian Restaurant, zijn nooit als single uitgebracht maar behoren wel tot Joels bekendere nummers. Wereldwijd zijn er van het album meer dan 10 miljoen exemplaren verkocht.

## Tracklijst
| Nr. | Titel                             | Duur |
| --- | --------------------------------- | ---- |
| 1.  | Movin' Out (Anthony's Song)       | 3:30 |
| 2.  | The Stranger                      | 5:10 |
| 3.  | Just the Way You Are              | 4:52 |
| 4.  | Scenes from an Italian Restaurant | 7:37 |

| 1.                 | Vienna                      | 3:34 |
| 2.                 | Only the Good Die Young     | 3:55 |
| 3.                 | She's Always a Woman        | 3:21 |
| 4.                 | Get It Right the First Time | 3:57 |
| 5.                 | Everybody Has a Dream       | 6:38 |
| Totale duur: 42:34 |                             |      |